# Бингемтон Девилз
«Би́нгемтон Де́вилз» (англ. Binghamton Devils) — бывший профессиональный хоккейный клуб, выступавший в АХЛ. Являлся фарм-клубом команды НХЛ «Нью-Джерси Девилз». Базировался в городе Бингемтон, штат Нью-Йорк, США.
Ранее команда находилась в городе Олбани, штат Нью-Йорк, США и называлась «Олбани Девилз».

## История
26 сентября 2016 года, вскоре после того, как команда «Бингемтон Сенаторз» была выкуплена главным клубом франшизы, перевезена в Белвилл, провинция Онтарио и с сезона 2017–18 стала называться «Белвилл Сенаторз», менеджмент «Оттавы» подтвердил, что они продолжают поиск возможности оставить большой хоккей в Бингемтоне на сезон 2017-18 и далее.
26 января 2017 года, газета «Таймс Юнион» объявила, что «Олбани Девилз» переедет в Бингемтон, начиная с сезона 2017-18, среди главных причин переезда была названа низкая посещаемость хоккейных матчей в Олбани. Она составляла всего лишь 2888 человек в среднем за игру и была последней в АХЛ. Официальное заявление о переезде команды (и переименовании в «Бингемтон Девилз») было издано 31 января 2017 года, в нём также указывалось, что соглашение с городом было подписано на пять лет.